# María Josefa Massanés
María Josefa Massanés y Dalmau (Tarragona, 19 de marzo de 1811-Barcelona, 1 de julio de 1887) fue una poetisa y escritora española, adscrita al Romanticismo.

## Biografía
Era hija de Francisca Dalmau y de Josep Massanès. A los dos meses de edad su familia se trasladó a Barcelona. Por el cargo militar de su padre, vivió sus primeros cinco años con su madre, al morir ella, fue a vivir con sus abuelos. En 1830 ayudó a huir a su padre al exilio, del que regresó al morir Fernando VII. En 1834 publicó sus primeros poemas bajo unas iniciales, en el periódico El Vapor. Un año después ya publicó con sus iniciales. siguió publicando en más revistas como El Guardia Nacional y La Religión, adquiriendo fama y reconocimiento.
Sus méritos literarios fueron recompensados nombrándola socia de mérito la Filodramática, de la Filomática de Barcelona en 1837 y académica de honor de la Academia de Buenas Letras en 1838.
En 1841 publicó su primer libro Poesías con un prólogo inicial en que habla de la necesidad de la educación para las mujeres y el derecho a escribir. Su poema Un beso maternal fue traducido al inglés y el gobierno de Estados Unidos lo catalogó como lectura recomendada en los centros de instrucción primaria.
Se casó con Fernando González de Ortega en 1843 trasladándose a vivir a Madrid, donde fue nombrada socia facultativa de la sección de literatura del Liceo Artístico-Literario de Madrid. En Madrid siguió publicando su poesía, adquiriendo renombre, de forma que fue felicitada, junto a Gertrudis Gómez de Avellaneda, por la reina Isabel II. Participó en el Álbum a la Reina Isabel II por su mayoría de edad (1843), junto a otros poetas. Regresó a Barcelona en 1844 llena de prestigio literario. Publicó Flores marchitas en 1850 y en 1851, fue nombrada socia de mérito de la Reunión Literaria y de la Sociedad Filarmónica y Literaria de Barcelona.
Participó en la Renaixença al empezar a publicar sus poemas en lengua catalana, logrando el primer premio en los Juegos Florales de 1863 con su poemario Creure és viure. Fue líder del movimiento católico social femenino catalán, muy ligado a la Renaixença.
En 1869 fundó un colegio para señoritas por problemas económicos que tuvo bastante éxito hasta la muerte de su marido en 1872. Volvió a la vida pública escribiendo en castellano de nuevo. El último libro quedó inédito. Falleció en 1887.
Está considerada la decana de las poetisas catalanas y posiblemente también lo sea de las españolas, ya que sus actividades literarias comenzaron antes que las de Gertrudis Gómez de Avellaneda o Carolina Coronado.
Su biografía fue escrita por Dolors Monserdà (Biografía de Na Maria Josepa Massanés i Dalmau, 1915), gran admiradora de su obra.

## Obra
Sus temas son muy amplios, el amor, la patria, la religión, la crítica social, la situación de la mujer forjando un nuevo lenguaje poético.
Su actitud ante su éxito literario era el de modestia. Defendía que la escritora debía disimular su talento en público y, por tanto, guardar para la intimidad sus dotes artísticas. Consideró inútiles los intentos de emancipación femenina ya que la mujer, tímida, dócil y resignada por naturaleza cedería rápidamente a la voluntad varonil. Interiorizó estos preceptos sociales que condicionaron su poesía.
Su poesía se inscribe en el Romanticismo. Un ejemplo de ello es el uso de tópicos como ojos bellos semejantes a los de una gacela, en su poema  “Yo no trocaría, esclava,/ mi tez por tu tez morena,/ ni tus ojos de azabache/ por mis ojos de gacela”, recordando la poesía árabe, al igual que otros poetas románticos.
Sin embargo, receló de los excesos del Romanticismo asociado a la naturaleza excesiva de las mujeres poetas. No se podía diferenciar forma de fondo y este debía estar impregnado de la moral cristiana.

### Hermandad Lírica
Se llama así a un grupo de escritoras que formaron una red de apoyo y de aliento mutuo propiciado por relaciones epistolares y publicaciones en las mismas revistas. Además de Massanés, forman parte de este grupo Robustiana Armiño, Amalia Fenollosa, Ángela Grassi y Vicenta García Miranda. Publicó en el volumen Pensil del Bello Sexo, que bajo la dirección de Víctor Balaguer consolidaba una eclosión de escritoras en torno a Carolina Coronado que unía al grupo catalán cuya decana era Massanés. Este reconocimiento fue propiciado por Coronado en su Galería de poetisas españolas contemporáneas que comenzó a publicar en 1857.

## Obra poética
- Poesías. Barcelona, Imprenta de J. Rubió, 1841.
- Flores marchitas. Nueva colección de poesías. Barcelona, Impr. de A. Brusi, 1850.
- Descenso de la Sma. Virgen a Barcelona para la fundación de la orden de la Mercer y la Misericordia. Drama lírico-sacro., Barcelona. Tip. Ramírez y Rialp. 1862.
- Darreres guspires. Barcelona, Estampa Peninsular, 1879.

## Reconocimientos
El 20 de junio de 1915 su retrato fue colgado en la Galería de Catalanes Ilustres, al mismo tiempo que los de Miguel Biada y Ramón Batlle.
En su ciudad natal, Tarragona , hay una calle y un centro de educación de adultos que llevan su nombre.